# Собао
Собао (исп. Sobao), мн. ч. собаос, или Собао пасьега (исп. sobao pasiego) — испанский бисквит, типичный для района Лос-Вальес-Пасьегос, один из фирменных десертов Кантабрии. Название «sobao» происходит от глагола «sobar», что означает натирать или замешивать.

## История
Историческое происхождение этого торта неизвестно, хотя, по всей вероятности, он готовился из сырья, распространенного в сельской местности Кантабрии: масла и муки. Добавление сахара, по-видимому, не имело место раньше XIX века, учитывая дефицитность этого продукта в более ранние времена. Возможно, в качестве подсластителя использовали мед, или тесто просто не подслащивали. В раннем рецепте, описанном испанским инженером, этнологом и писателем Адриано Гарсиа-Ломасом в книге «Los pasiegos», собао готовили из хлебного теста, белого сахара и сливочного масла, к которому можно было добавлять яйца, тертую цедру лимона, анис или ром. Современный рецепт собао появился в 1896 году, когда Эусебия Эрнандес Мартин, повар знаменитого хирурга Энрике Диего-Мадрасо, заменил хлебное тесто мукой.
С 2004 года выделяется территория производства и упаковки собао, на которую распространяется Защищенное географическое название (PGI) «Sobao Pasiego».
Начиная с 2021 года в честь десерта 3 мая отмечается праздник под названием День Собао.
Чемпионат мира по поеданию собаос — это соревнование по поеданию собаос, которое проводится в кантабрийском городе Амбросеро 26 июля во время праздника покровителя Святой Анны.

## Приготовление

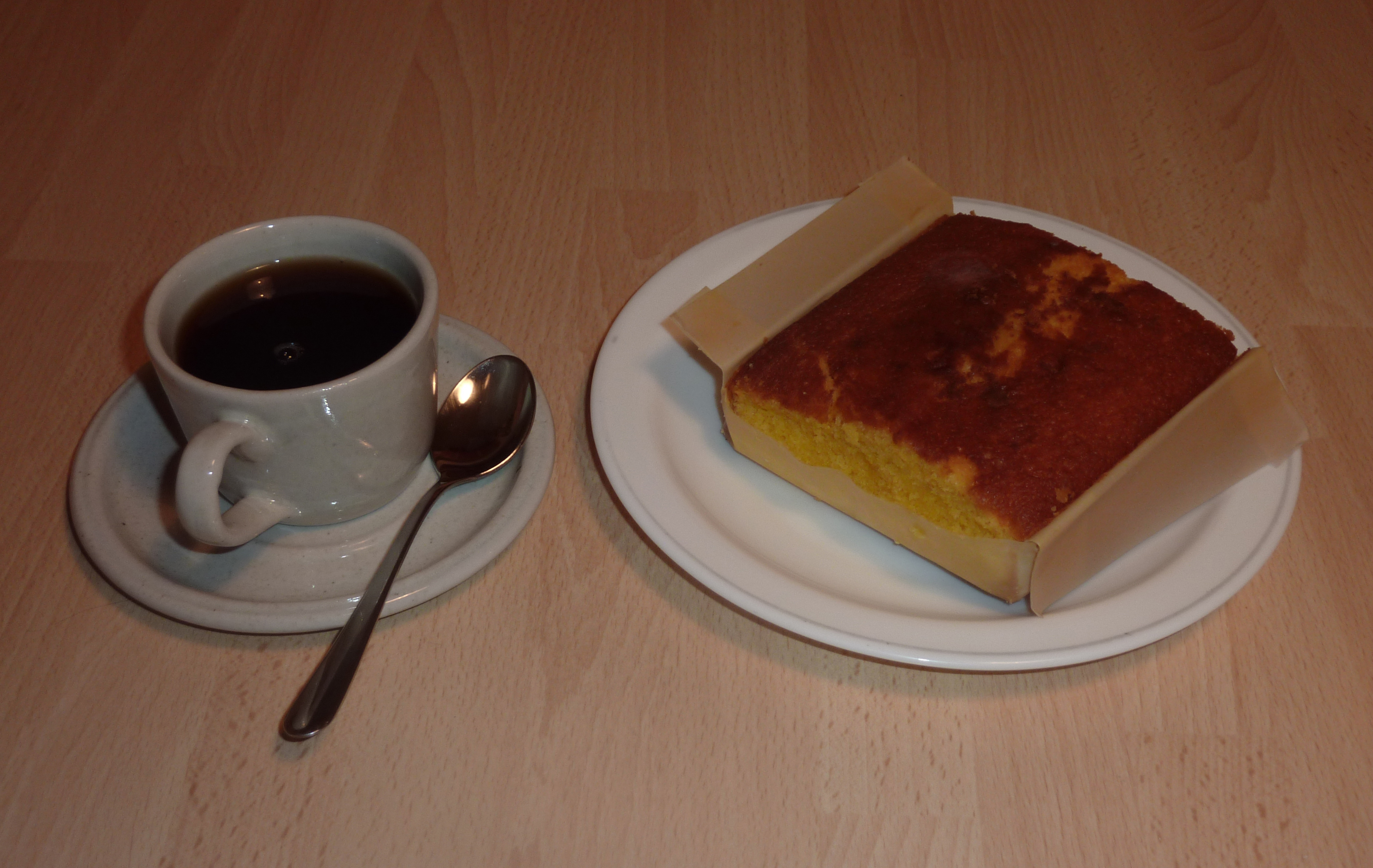

В отдельной емкости приготовить дрожжевое тесто из муки и порошковых дрожжей. Смешать в миске размягченное сливочное масло со взбитыми яйцами, анисом или ромом, сахаром и щепоткой соли. Когда тесто поднимется, добавить к остальным ингредиентам, перемешать до образования однородного теста без комков. Когда тесто готово, его укладывают в небольшие прямоугольные бумажные формы и ставят в духовку, обеспечивая равномерное приготовление по всей поверхности.